# 中華饅頭
中華饅頭（ちゅうかまんじゅう）は、小麦粉、砂糖、卵などを原料とする三日月型のどら焼きのようなもの。
パンケーキ状の生地（中花種）でこし餡を挟んだ菓子を指す。

## 概要
北海道「中華（中花）まんじゅう」、長崎県「中華饅頭」、東北地方では、「中皮（ちゅうかわ）」、秋田県には、白あんと黒あんの「中花（ちゅうか）」、東京都には、とらや「残月」と呼ばれる製法の似た菓子がある。

## 発祥由来
命名由来は、小麦粉・砂糖・卵を基本材料とする生地を「中花種（ちゅうかだね）」と呼び、その中花が転じて中華となり、中華まんじゅうと呼ばれるようになったと考えられている。
発祥は、古く「かすていら」などと共に西洋より伝来し、江戸時代に食されていた南蛮菓子「ちうか」とされ、式亭三馬の滑稽本『浮世床』（1813年）に登場する。その後、菓子製法書『鼎左秘録（ていさひろく）』（1853年）には、「中華饅頭（ちうくわまんぢう）」として製法が紹介された。

## 地域色

### 北海道
中華まんじゅう・中花まんじゅう・中皮まんじゅう - 餡には、こしあんが用いられ、三日月の形。
北海道、特に道東地方（釧路市など）では、化粧箱に詰められた中華まんじゅうを冠婚葬祭の引き出物の定番として扱われる。その他、地域でも引き出物カタログにも、記載される。
北海道では、「中華まんじゅう」（中華まんと区別）と表記され、近年、様々なメディアに北海道のものが取り上げられ、北海道独自の物と考える人もいるが北海道以外にも存在することを知らない者も多い。
道南地方（函館市）では、「中花まんじゅう」と表記される。
- 千秋庵総本家
- 函館中花まんじゅう「中花三兄弟」 - こしくん（こしあん）・スッピー（ハスカップあん）・まめくん（黒豆）

一部地域（足寄町・下川町など）では、「中皮まんじゅう」とも表記される。

### 東北地方
中皮
東北地方の菓子
東北では主に葬式の時に配られる。
中花
秋田県の菓子。

### 新潟県
中皮
新潟県新潟市江南区亀田地区名物の菓子。
小林源吉商店 創業200年の老舗の菓子店。
- 小林源吉商店「中皮まんじゅう」

新潟県新潟市新発田市の菓子店。
- きむら庵「手焼き中皮」

新潟県新潟市中央区の菓子店。
- 菓子舗田文「中皮まんじゅう」

新潟県新潟市西蒲区の菓子店。
- 大別当屋「中皮まんじゅう」

上越地方
中香（中か）の表記

### 東京都
残月
とらやの和菓子。
- とらやの生姜入焼菓子「残月」

### 長野県
中華饅頭
須坂市 盛進堂の銘菓。
- 盛進堂「中華饅頭」